# Ala II Hispanorum Aravacorum

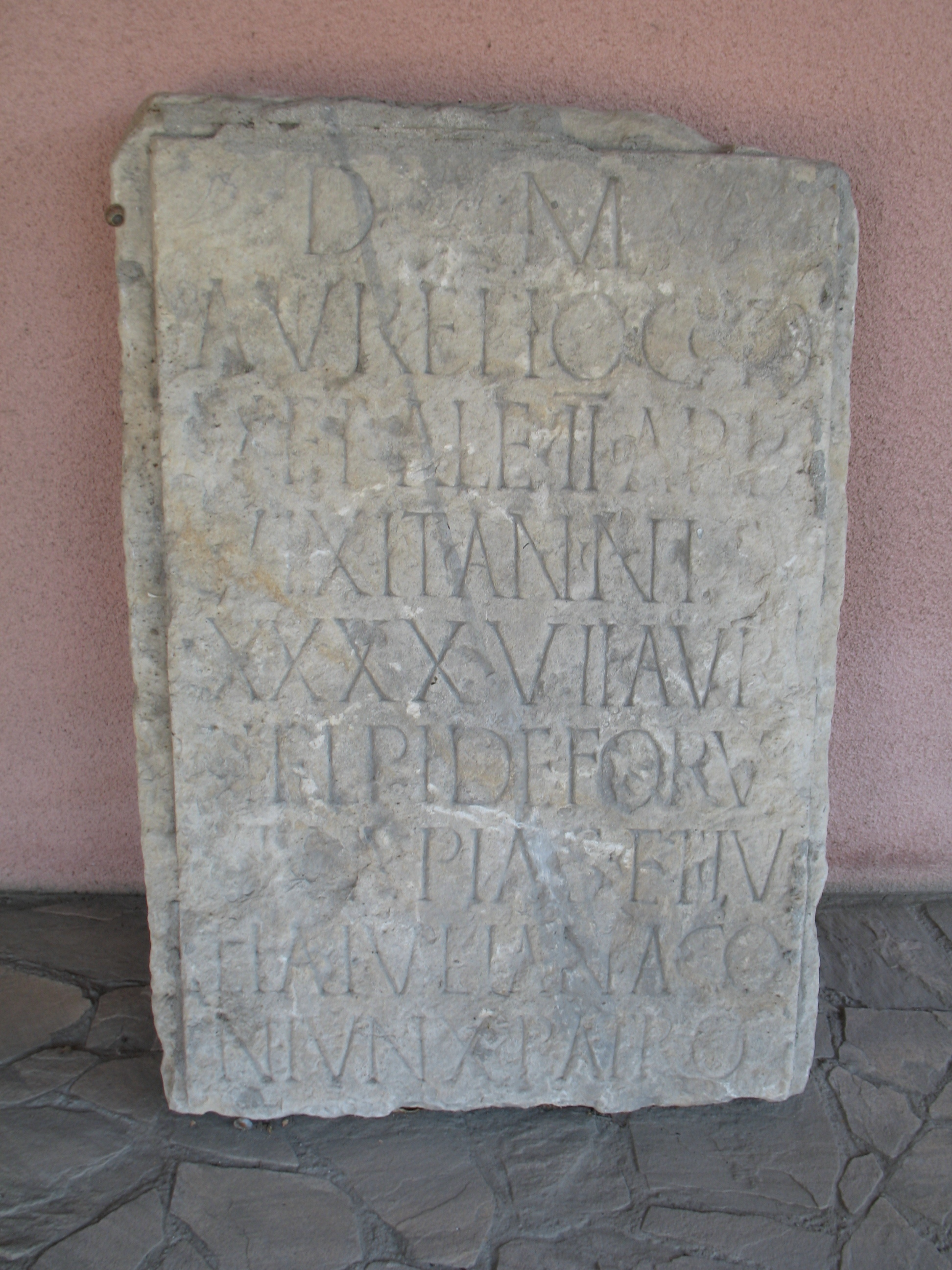
Die Inschrift des Aurelius Cotus

Die Ala II Hispanorum Aravacorum (deutsch 2. Ala der Hispanier der Aravacer) war eine römische Auxiliareinheit. Sie ist durch Militärdiplome und Inschriften belegt. In den Militärdiplomen von 61 und 111 wird sie als Ala II Hispanorum et Aravacorum bezeichnet, in den Diplomen von 80 bis 85 als Ala II Arvacorum, in drei Inschriften als Ala II Arabacorum, in dem Diplom von 97 und in den übrigen Inschriften als Ala II Aravacorum, in den Diplomen von 99 bis 116 als Ala II Hispanorum et Arvacorum und in den Diplomen von 138 bis 157 z. T. als Ala II Hispanorum Arvacorum.

## Namensbestandteile
- Ala: Die Ala war eine Reitereinheit der Auxiliartruppen in der römischen Armee.

- II: Die römische Zahl steht für die Ordnungszahl die zweite (lateinisch secunda). Daher wird der Name dieser Militäreinheit als Ala secunda .. ausgesprochen.

- Hispanorum (et) Ar(a)vacorum: der Hispanier (und) der Aravacer. Die Soldaten der Ala wurden bei Aufstellung der Einheit aus den verschiedenen Stämmen der Hispanier und insbesondere aus dem Volk der Aravacer auf dem Gebiet der römischen Provinz Hispania Tarraconensis rekrutiert.

Da es keine Hinweise auf den Namenszusatz milliaria (1000 Mann) gibt, war die Einheit eine Ala quingenaria. Die Sollstärke der Ala lag bei 480 Mann, bestehend aus 16 Turmae mit jeweils 30 Reitern.

## Geschichte

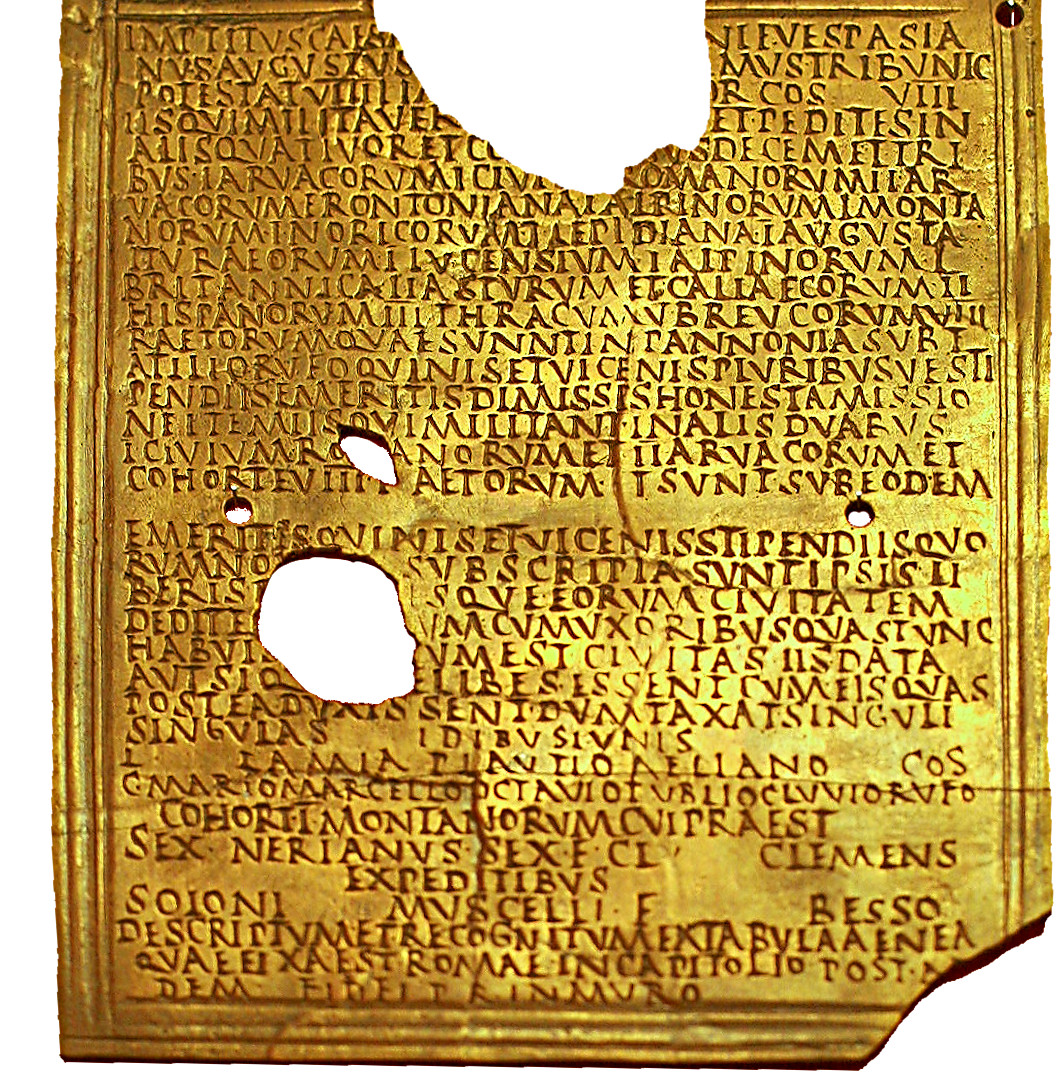
Das Militärdiplom vom 13. Juni 80 n. Chr.

Die Ala war in den Provinzen Illyricum, Pannonia und Moesia inferior (in dieser Reihenfolge) stationiert. Sie ist auf Militärdiplomen für die Jahre 61 bis 159/160 n. Chr. aufgeführt.
Der Zeitpunkt, zu dem die Einheit aufgestellt wurde, ist unsicher; möglicherweise erfolgte dies schon unter Augustus, spätestens aber unter Tiberius (14–37). Vermutlich war sie zunächst in Hispanien stationiert.
Zu einem unbestimmten Zeitpunkt wurde die Einheit in die Provinz Illyricum verlegt, wo sie durch Inschriften belegt ist. Durch ein Diplom ist sie erstmals 61 in Illyricum nachgewiesen. In dem Diplom wird die Ala als Teil der Truppen aufgeführt, die in der Provinz stationiert waren.
Der erste Nachweis der Einheit in der Provinz Pannonia beruht auf zwei Diplomen, die auf 80 datiert sind. In den Diplomen wird die Ala als Teil der Truppen (siehe Römische Streitkräfte in Pannonia) aufgeführt, die in der Provinz stationiert waren. Weitere Diplome, die auf 84 bis 85 datiert sind, belegen die Einheit in derselben Provinz. Die Ala nahm vermutlich an den Dakerkriegen Domitians (81–96) teil.
Zu einem unbestimmten Zeitpunkt wurde die Einheit nach Moesia inferior verlegt, wo sie erstmals durch ein Diplom belegt ist, das auf 97 datiert ist. In dem Diplom wird die Ala als Teil der Truppen (siehe Römische Streitkräfte in Moesia inferior) aufgeführt, die in der Provinz stationiert waren. Weitere Diplome, die auf 99 bis 159/160 datiert sind, belegen die Einheit in derselben Provinz. Die Ala nahm vermutlich an den beiden Dakerkriegen Trajans (98–117) teil.
Aus dem Diplom von 152/153 geht hervor, dass eine Vexillation der Ala vorübergehend nach Mauretania Tingitana verlegt worden war, um an der Niederschlagung eines Aufstandes teilzunehmen.
Der letzte Nachweis der Ala beruht auf einer Inschrift, die bei der EDCS auf 199/200 datiert wird.

## Standorte
Standorte der Ala in Pannonia und Moesia inferior waren möglicherweise:
| - Carsium (Hârșova): vier Inschriften wurden hier gefunden. - Mursa (Osijek): eine Inschrift wurde hier gefunden. | - Teutoburgium (Erdut): zwei Inschriften wurden hier gefunden. |

## Angehörige der Ala
Folgende Angehörige der Ala sind bekannt:

### Kommandeure
| - [] Fortun[atus]: er wird auf dem Diplom von 136 als Kommandeur genannt. - Gaius Iulius Ianuarius, ein Präfekt - Lucius Fabius Fabullus: er wird auf einem Diplom von 105 als Kommandeur genannt. | - Lucius Marcius Sabula: er wird auf dem Diplom von 111 als Kommandeur genannt. - Sextus Gavius Gallus: er wird auf dem Diplom von 61 als Kommandeur genannt. |

### Sonstige
| - [?], ein (decurio) missicius (CIL 3, 14039) - [?], ein decurio missicius (CIL 3, 3273) - Acutus, ein Duplicarius (AE 1990, 386) - Aeli(us) Longinus, ein Veteran (AE 1934, 106) - Atrectus, ein Soldat: ein Diplom von 105 (AE 2004, 1256) wurde für ihn ausgestellt. - Aurelius Cotus, ein Veteran (AE 1940, 34) - Aur(elius) Firmus, ein Veteran und ehemaliger Decurio (AE 1984, 796) - C(aius) Iulius Pr[], ein Decurio (CIL 3, 6218) - Crispinian[us], ein Reiter (CIL 3, 10366) - Dasius, ein Decurio: das Diplom von 61 wurde für ihn ausgestellt. - G(aius) Val(erius) Her[c]ulanus, ein Veteran und ehemaliger stator praefecti (AE 1960, 333) - Iul(ius) Valens, ein Veteran (CIL 3, 7495) | - Laccaius, ein Sesquiplicarius (AE 1990, 386) - Lupus, ein Veteran (CIL 3, 14214,29) - M(arcus) Vettius Felix, ein ehemaliger Decurio (AE 1919, 15) - Niger Sve(l)trius, ein Reiter (CIL 3, 3286) - Taurinus, ein Soldat: das Diplom von 111 wurde für ihn ausgestellt. - Ti(berius) Cl(audius) Valerius, ein Decurio (CIL 3, 3271) - Ti(berius) Cl(audius) Flaccus, ein Decurio (CIL 3, 3271) - Tib(erius) Cl(audius) Victor, ein Veteran (CIL 3, 12359) - T[i]tinius Severinus, ein Sesquiplicarius (AE 1919, 17) - Ulpius Demetrius (AE 1980, 815) - Ulpius Victor, ein Reiter (AE 2015, 1234) |